# براد سكوت
براد سكوت (بالإنجليزية: Brad Scott)‏ (15 يونيو 1977 بوانجانوي في نيوزيلندا - ) هو لاعب كرة قدم نيوزلندي في مركز الهجوم. شارك مع منتخب نيوزيلندا لكرة القدم. أما مع النوادي، فقد لعب مع نادي أوكلاند سيتي وساوثرن يونايتد ونادي يونيفرستي ماونت ولينغتون وNorth Shore United AFC ‏ وGlenfield Rovers ‏ وNapier City Rovers FC ‏ وFloreat Athena FC ‏ وWhanganui Athletic FC ‏.